# Acrotritia corletti
Acrotritia corletti är en kvalsterart som först beskrevs av Sandór Mahunka 2000.  Acrotritia corletti ingår i släktet Acrotritia och familjen Euphthiracaridae. Inga underarter finns listade i Catalogue of Life.